# Diglyphus pachyneurus
Diglyphus pachyneurus är en stekelart som beskrevs av Graham 1963. Diglyphus pachyneurus ingår i släktet Diglyphus och familjen finglanssteklar.
Artens utbredningsområde är:
- Tyskland.
- Italien.
- Nederländerna.
- Sverige.
- Turkiet.
- Moldavien.
- Kroatien.

Arten är reproducerande i Sverige. Inga underarter finns listade i Catalogue of Life.